# Оттиано, Рафаэла
Рафаэ́ла Оттиа́но (англ. Rafaela Ottiano; 4 марта 1888, Венеция — 18 августа 1942 или 15 августа 1942, Ист-Бостон) — итальяно-американская актриса театра и кино.

## Биография
Рафаэла Оттиано родилась 4 марта 1888 года в Венеции (Италия). Начала играть в театрах, а в 1910 году вместе с родителями иммигрировала в США, семья поселилась в Бостоне. В 1924 году впервые появилась на бродвейских подмостках, тогда же состоялся её дебют в кино. Впрочем, на Бродвее она сыграла всего в трёх постановках, а в кино регулярно начала сниматься лишь с 1932 года. За десять лет кино-карьеры (1932—1942) она появилась в 41 фильме, в том числе в девяти случаях без указания в титрах. Амплуа — злодейки. Согласно традиции того времени (не-американки играют роли не-американок), часто исполняла роли итальянок, испанок, француженок, венгров, русских.
Последние годы Оттиано жила на Таймс-сквер в Манхэттене. Замужем никогда не была, детей после себя не оставила. Скончалась 18 августа 1942 года в Восточном Бостоне (Бостон, штат Массачусетс), в доме покойных родителей, от рака кишечника.
В 1989 году на Бродвее была поставлена обновлённая версия «Гранд-отеля». В честь Оттиано, игравшей в нём роль Сюзанны в 1930—1931 годах, этот персонаж был переименован в Рафаэллу.

## Бродвейские работы
- 1924 — Суини Тодд / Sweeney Todd — миссис Ловетт
- 1928—1929 — Бриллиантовая Лил / Diamond Lil — русская Рита, стареющая шлюха[2]
- 1930—1931 — Гранд-отель / Grand Hotel — Сюзанна

## Избранная фильмография
В титрах указана
- 1932 — Гранд-отель / Grand Hotel — Сюзетта
- 1932 — Какой ты меня желаешь[англ.] / As You Desire Me — Лена
- 1933 — Она обошлась с ним нечестно / She Done Him Wrong — русская Рита[3]
- 1933 — Энн Викерс[англ.] / Ann Vickers — миссис Фельдерманс
- 1934 — Мандалай[англ.] / Mandalay — мадам Лакалье
- 1934 — Потерянная леди[англ.] / A Lost Lady — Роза
- 1934 — Большие надежды[англ.] / Great Expectations — миссис Джо
- 1935 — Очарованный апрель[англ.] / Enchanted April — Франческа
- 1935 — Флорентийский кинжал / The Florentine Dagger — Лили Сальваторе, хозяйка гостиницы
- 1935 — Одной страшной ночью[англ.] / One Frightened Night — Эльвира, служанка
- 1935 — Кудряшка[англ.] / Curly Top — миссис Хиггинс
- 1935 — Помнишь прошлую ночь?[англ.] / Remember Last Night? — мадемуазель Букле
- 1936 — Сброд[англ.] / Riffraff — надзирательница[4]
- 1936 — Дьявольская кукла / The Devil-Doll — Малита
- 1936 — Энтони Несчастный / Anthony Adverse — сеньора Бувино
- 1937 — Седьмое небо[англ.] / Seventh Heaven — мадам Фриссон
- 1937 — Майские дни[англ.] / Maytime — Эллен
- 1937 — Лига перепуганных мужчин[англ.] / The League of Frightened Men — Дора Чапин
- 1938 — Суэц[англ.] / Suez — Мария Де Теба
- 1939 — Медовый месяц в Париже[англ.] / Paris Honeymoon — Флушотская
- 1940 — Долгий путь домой / The Long Voyage Home — Белла
- 1940 — Победа[англ.] / Victory — мадам Маканофф
- 1941 — Возвращение Топпера[англ.] / Topper Returns — Лиллиан, экономка

В титрах не указана
- 1932 — Ночной суд / Night Court — злая на язык соседка
- 1933 — Женщина[англ.] / Female — Делла, служанка[5]
- 1935 — Преступление и наказание[англ.] / Crime and Punishment — домовладелица
- 1936 — Та девушка из Парижа[англ.] / That Girl from Paris — служанка
- 1938 — Игрушечная жена[англ.] / The Toy Wife — Фелисианна
- 1938 — Мария-Антуанетта / Marie Antoinette — Луиза, служанка Марии-Антуанетты
- 1940 — Бдение в ночи[англ.] / Vigil in the Night — миссис Генриетта Салливан
- 1942 — Я вышла замуж за ангела[англ.] / I Married an Angel — Мадлон

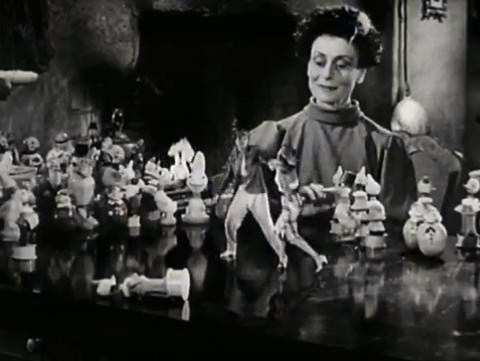
В фильме «Дьявольская кукла» (1936)
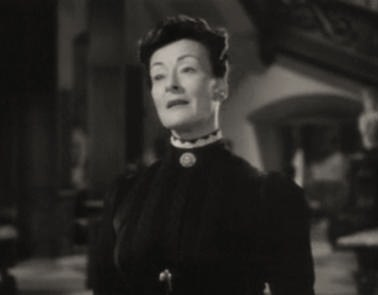
В фильме «Возвращение Топпера[англ.]» (1941)